# Bombardier Q Series
Dimensions
Le de Havilland Canada DHC-8, aussi connu sous le nom de Dash 8 est un avion civil court-courrier doté de deux turbopropulseurs. Il fut développé au début des années 1980 par le fabricant de Havilland Canada.

## Variantes
Depuis le rachat de Havilland Canada, Bombardier Aéronautique continue de produire le Dash 8. Depuis 1996, un système actif de réduction de bruit et de vibrations est installé à bord, et l'avion est commercialisé sous le nom de Série Q (Q comme Quiet) : Q100, Q200, Q300 et Q400. Les avions de la série « Q » consomment moins de carburant et émettent moins de gaz. Le Q Séries a subi un certain nombre d'évolutions :
- Séries 100 : première série, permettant de transporter 37 à 40 passagers, dont le premier vol eut lieu le 20 juin 1983 et est entrée en service en 1984.
- Séries 200 : appareil de type Séries 100 équipé de moteurs Pratt & Whitney Canada PW123 plus puissants
- Séries 300 : modèle allongé de 3,4 m par rapport aux séries 100/200, la capacité atteint 50 à 56 passagers. Cette série est entrée en service 1989.
  - Q300A : version de série 300 dont la charge utile est augmentée.
- Séries 400 : version allongée (longueur 32,80 m) pouvant accueillir 70 à 78 passagers, entrée en service en 2000. Envergure 28,40 m. Ses moteurs PW150A dotés d'une hélice à six pales sont nettement plus puissants que les précédents. Avec une vitesse de croisière maximale de 670 km/h le Bombardier Q400 est presque aussi rapide qu'un jet sur un trajet de moins d'une heure, tout en demandant moins de carburant. Cette série a souffert d'une faiblesse du train d'atterrissage chez SAS, ce qui a conduit à de nombreuses immobilisations fin 2007[1].
  - Q400-MR : version de guet aérien équipé (GAAR) pour la lutte incendie. Il peut emporter 10 tonnes d'eau avec retardant et pouvant être reconverti pour le transport de personnes (64 passagers) ou de fret (9 tonnes ou 14 palettes). Il convient autant pour contenir les limites latérales d'un feu que pour mettre en place des barrières de retardant. Sa grande capacité (10 tonnes de retardant) est contrebalancée par sa structure relativement faible : il n'est garanti que pour supporter une accélération de 2 g, alors que les normes françaises pour les avions bombardiers d'eau prévoient 3,25 g. Cet avion a été mis en service en France durant l'été 2005 pour remplacer les Tracker S-2FT totalement en 2020 : 1ère intervention le vendredi 6 aout 2005 sur un feu de forêt sur le massif du Montaiguet au sud d'Aix en Provence (Meyreuil). Il était alors positionné à la base aérienne de la Sécurité civile de Marignane[2], déplacée depuis 2017 à Nîmes[3]. 4 sont opérationnels en 2020, pour atteindre le nombre de 8 en 2023. 10 min suffisent pour faire le plein d'eau à la base ou sur un des 22 pelicandromes répartis dans tout le sud de la France et, pour le reste du territoire, Limoges, Cahors, Bordeaux, Rennes et Saint Pierre de la Réunion[4].
  - Q400CC : aussi surnommé Q400 Cargo Combi, cette version se distingue par la mise en place d'une soute de fret largement agrandie et située derrière la cabine passagers[5]. Elle offre un volume de 32 m3 contre 10 à 14 m3 pour les autres configurations et une charge utile de 3 720 kg. La cabine passagers est en conséquence réduite à 50 sièges contre 67 à 78 habituellement.
  - Version haute densité : aménagée pour accueillir jusqu'à 86 passagers contre 78 habituellement[6]. Trois versions existent : 82 passagers (76,2 cm d'espacement entre les sièges), 84 passagers (73,7 cm) et 86 passagers (73,7 cm).

## Compagnies exploitant des Dash-8
[Quand ?]
- Algérie
  - Tassili Airlines
- Antigua-et-Barbuda
  - LIAT
- Australie
  - Qantas
- Autriche
  - Tyrolean
  - Austrian Airlines
- Belgique
  - Brussels Airlines
- Canada
  - Air Canada
  - Air Creebec
  - Air Inuit
  - Canadian North
  - Chrono Aviation
  - Hydro-Quebec
  - Jazz Air
  - Kelowna Air
  - PAL Airlines
  - PAL Aerospace
  - Porter Airlines

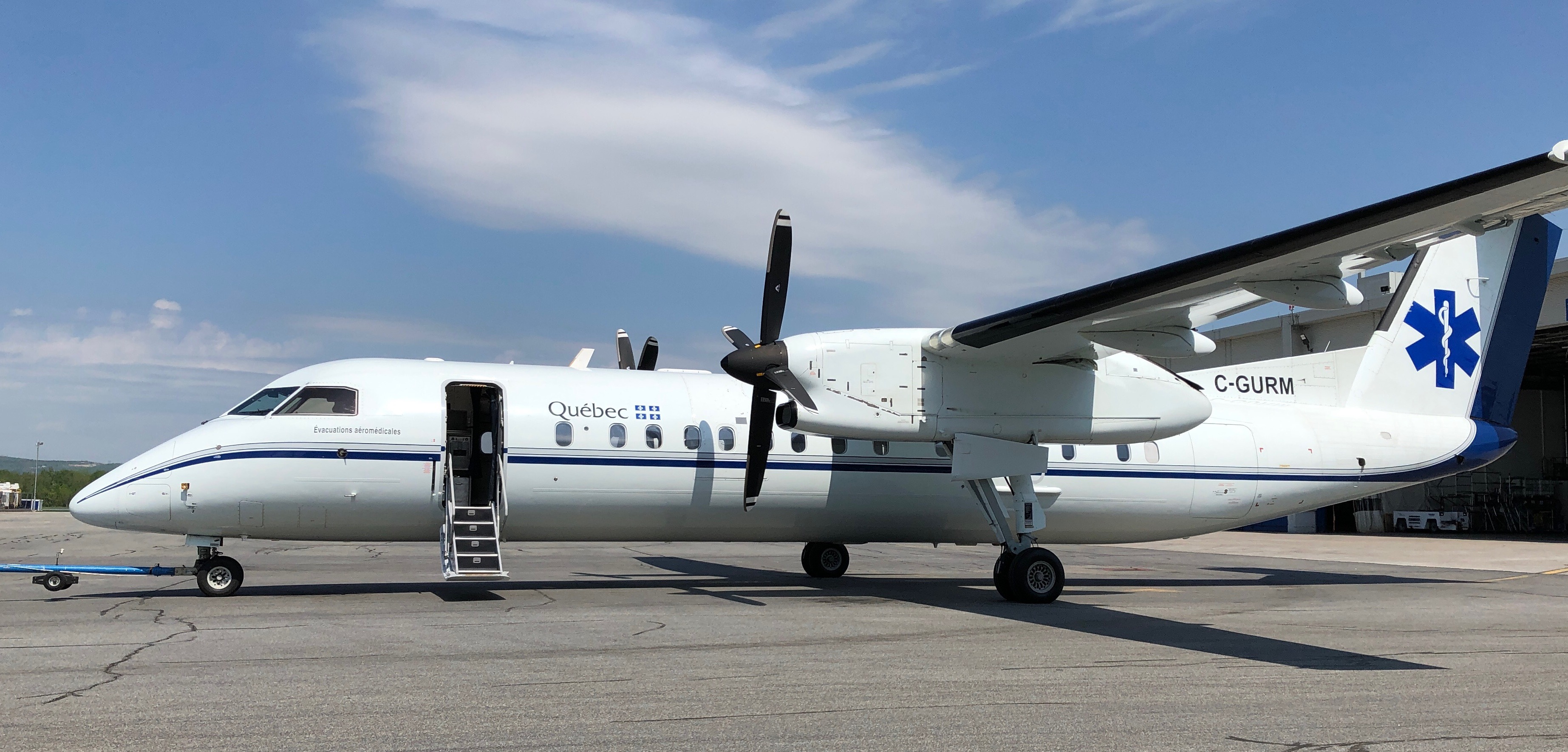
Un des deux Dash-8 du Service aérien Gouvernemental (SAG) du Québec

  - Un des deux Dash-8 du Service aérien Gouvernemental (SAG) du QuébecService aérien gouvernemental (SAG) du Québec : deux Dash-8 convertis en avion-hôpital permettant le transfert de patients des régions éloignées du Québec vers la ville de Québec et celle de Montréal[7].
  - Time Air (jusqu'en 1993)
  - Voyageur Airways (en)
  - WestJet Encore
- Chili
  - LATAM Chile
- Chine
  - Sutong Airlines : lettre d'intention pour trente Q400 commandés via le groupe Nantong Tongzhou Bay Aviation Industry[8].
- Colombie
  - LAN Colombia
- Côte d'Ivoire
  - Air Côte d'Ivoire : Quatre Q400 [9].
- Croatie
  - Croatia Airlines
- Émirats arabes unis
  - Abu Dhabi Aviation : Deux Q400[10].
- États-Unis
  - Continental Airlines
  - Dynamic Aviation : Compagnie privée sous contrat avec le département de la Défense des États-Unis pour des missions de reconnaissance aérienne et de renseignement aéroporté. Elle exploiterait huit Dash-8 mais le chiffre n'est pas confirmé. Ils présentent une livrée gris anthracite uniforme et se distinguent par la présence du numéro d'immatriculation à la place du numéro de série comme en vigueur dans l'aviation militaire américaine[11].

| Numéro de série | 24    | 338    | 348    | 352    | 358    | 455    | 494    |
| --------------- | ----- | ------ | ------ | ------ | ------ | ------ | ------ |
| Immatriculation | N1000 | N8300F | N8300G | N8300L | N8300T | N8200L | N8200H |

- - Horizon Air
  - Island Air : Deux Q400 commandés en 2014 et quatre en option[12].
- Éthiopie
  - Ethiopian Airlines : Treize appareils
- France

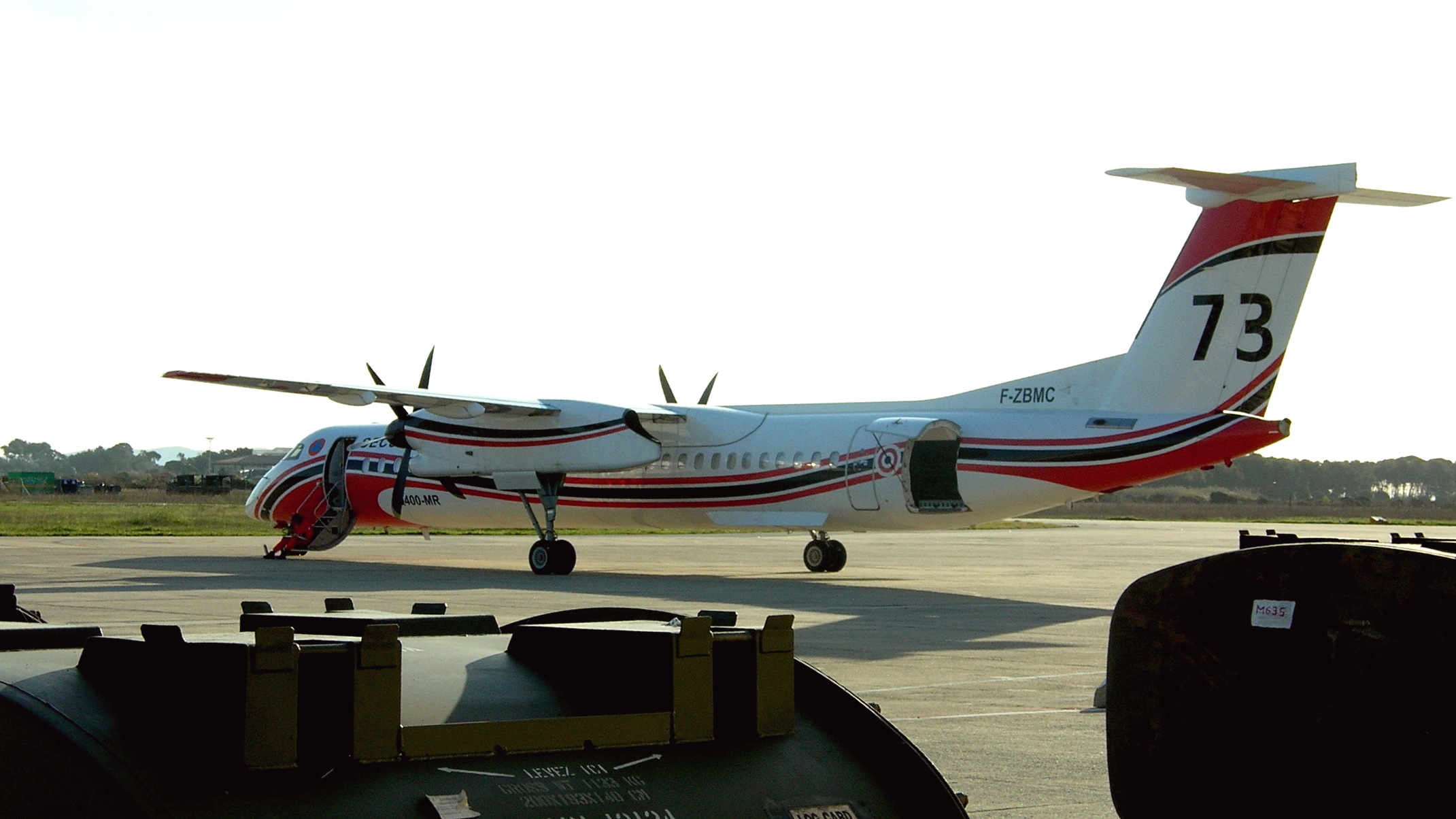
Dash-8 de la Sécurité Civile, sur la base aéronavale d'Hyères, en 2009.

- - Sécurité civile française, 2 Q400-MR en service depuis 2005. Le ministère de l'intérieur a signé en janvier 2018[13],[14] une lettre d'intention pour l'achat de six Dash Q400-MR supplémentaires après avoir fait part de son intention en juillet 2017[15]. Ces appareils sont modifiés par Conair pour la lutte incendie et le transport de personnes et de fret.
- Grèce
  - Olympic Air
- Groenland
  - Air Greenland: 8 appareils
- Inde
  - SpiceJet : vingt appareils exploités depuis 2010 et une lettre d'intention pour cinquante appareils supplémentaires[16].
- Japon
  - Ryukyu Air Commuter : 5 appareils
- Kenya
  - Jambojet : 5 appareils
  - 748 Air Services : 4 appareils Q400, 6 appareils Q100
  - Safarilink Aviation : 1 appareil Q100, 1 appareil Q200, 1 appareil Q300
  - Fly 540 : 2 appareils Q300
  - AirKenya Express : 1 appareil Q200
  - Blue Bird Aviation : 6 appareils Q400 en configuration cargo, 4 appareils Q100
  - Skyward Express : 3 appareils Q300
- Kiribati
  - Air Kiribati
- Lettonie
  - AirBaltic
- Luxembourg
  - Luxair : Onze appareils commandés en décembre 2016 et dont le dernier livré en août 2017[17].
- Norvège
  - Wideroe
- Nouvelle-Zélande
  - Air New Zealand
- Philippines
  - Philippine Airlines : Douze Q400 commandés le 8 décembre 2016[18].
- Pologne
  - EuroLOT
- République démocratique du Congo
  - Congo Airways : Un Q400[19]
- Russie
  - Aurora (groupe aeroflot)
- Rwanda
  - Rwandair : Deux Q400
- Sénégal
  - Air Sénégal International
- Suède
  - SAS
- Thaïlande
  - Nok Air : Quatre Q400 commandés le 31 mars 2014[12].
- Togo
  - Asky
- Yémen
  - Yemenia

## Incidents liés au Bombardier Dash 8
Le 6 janvier 1993, le vol Lufthansa CityLine 5634 reliant Brême à Charles de Gaulle s'écrase en approche finale à 1,8 km du seuil de la piste 28, tuant quatre des vingt-trois occupants de l'avion. L'enquête démontrera que les volets n'étaient pas sortis au moment de l'impact.
Le 9 juin 1995, le vol Ansett New Zealand 703 s'écrase sur un massif montagneux des monts Tararua en Nouvelle-Zélande, tuant quatre des vingt-et-une personnes à bord.
Le 12 février 2009, le Vol Colgan Air 3407 reliant Newark à Buffalo s'écrase en banlieue de Buffalo, faisant 50 morts. L'enquête a montré que la fatigue de l'équipage avait contribué à l'accident.
Le 13 octobre 2011, le vol Airlines PNG 1600 s'écrase en Papouasie-Nouvelle-Guinée, tuant 28 des 32 personnes à bord.
Le 30 septembre 2015, le vol LG 9562 assuré par Luxair a effectué un atterrissage d'urgence lors de son décollage de l'aéroport de Sarrebruck pour un vol à destination de Luxembourg. Le rapport final de l'enquête met en cause la copilote qui avait actionné trop tôt le levier pour rentrer le train d'atterrissage lors du décollage. Aucun des passagers et membres d'équipage n'a été blessé. L'avion immatriculé LX-LGH, ayant subi des dégâts considérables à la carlingue, fut mis hors service.
Le 23 février 2017, le vol BE1284 assuré par Flybe, en provenance d'Edinburg, casse son train droit en tentant de se poser sur la piste 22 d'Amsterdam Schiphol. L’enquête est en cours.
Le 12 mars 2018, le vol US-Bangla Airlines 211 assuré par US-Bangla Airlines, en provenance de Dhaka s'écrase à l'atterrissage près de l'aéroport de Katmandou.
Le 14 juillet 2020, l'avion immatriculé au Kenya 5Y-VVU s'écrase juste avant son atterrissage sur l'aéroport somalien de Beledweyne. Il s'agit d'un avion-cargo et les trois membres d'équipage survivent au crash. L'avion est détruit par les flammes.
Le 2 janvier 2024, un A350-900 de la compagnie Japan Airlines rentre en collision avec un Dash 8 de la garde côtière du Japon. L'accident provoque la perte des deux appareils et la mort de cinq passagers du Dash 8.

## Galerie

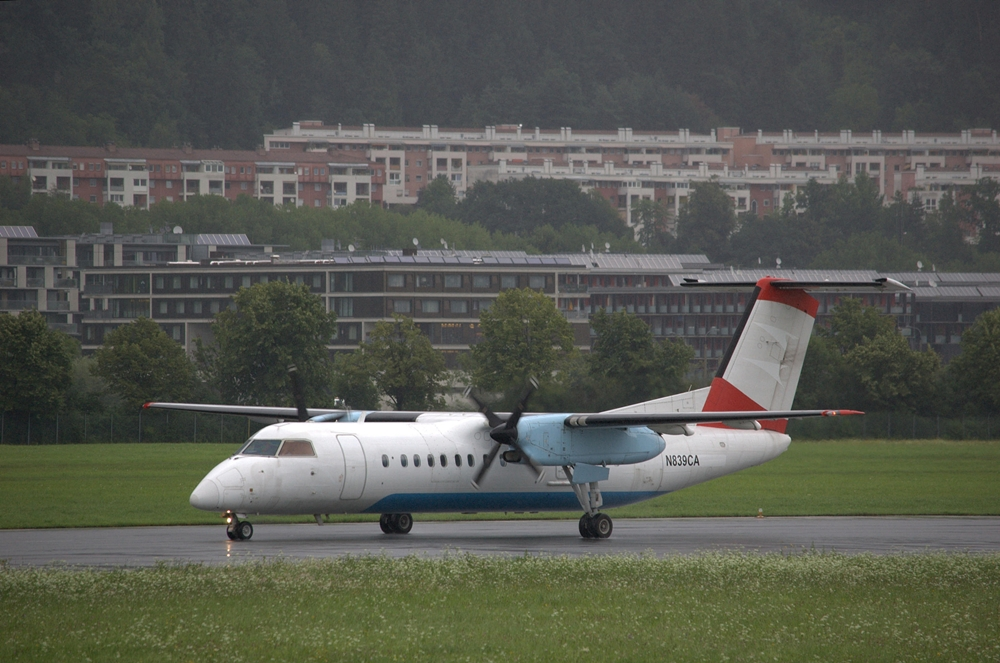
Ex-Dash 8-300 de Tyrolean Airways
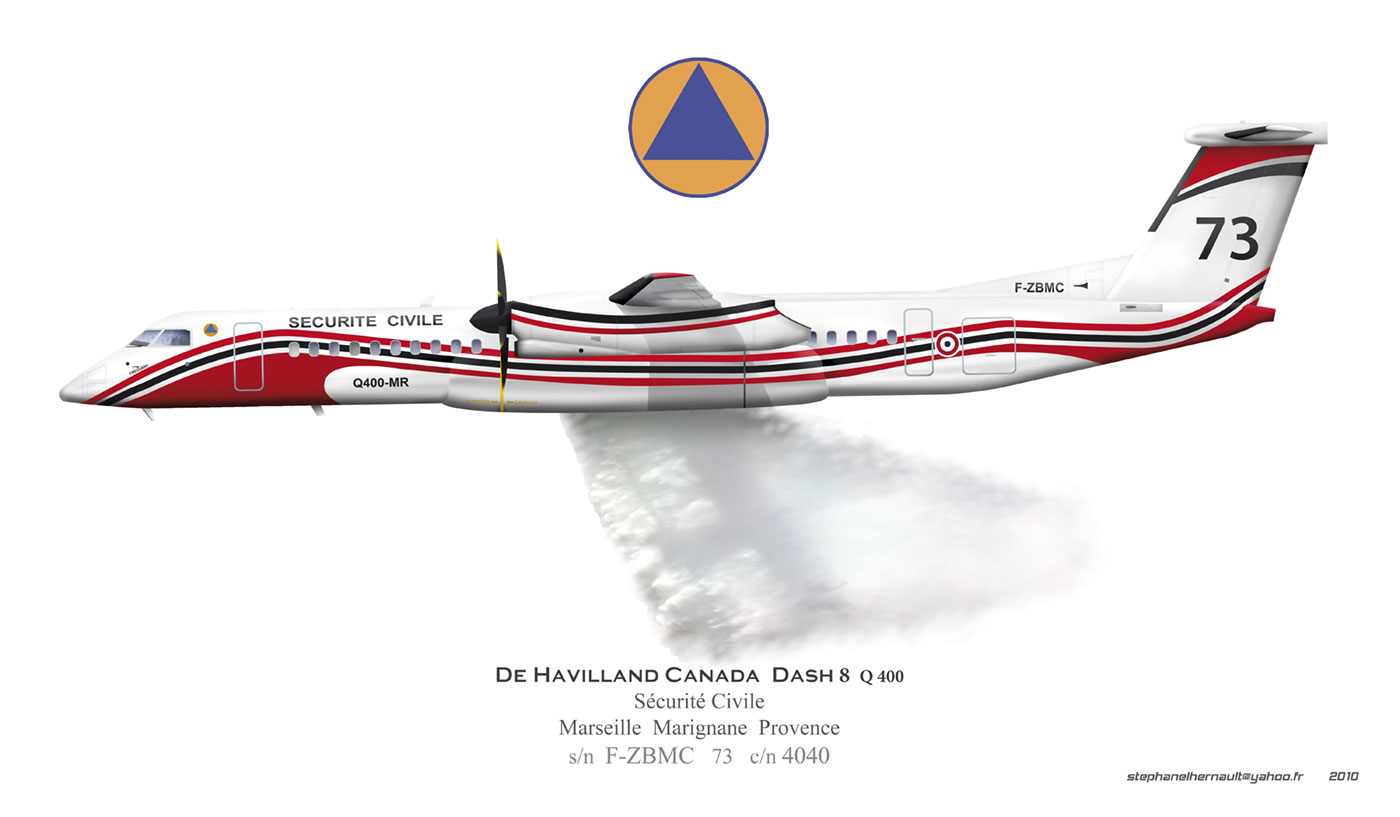
Dash 8 de la Sécurité civile française
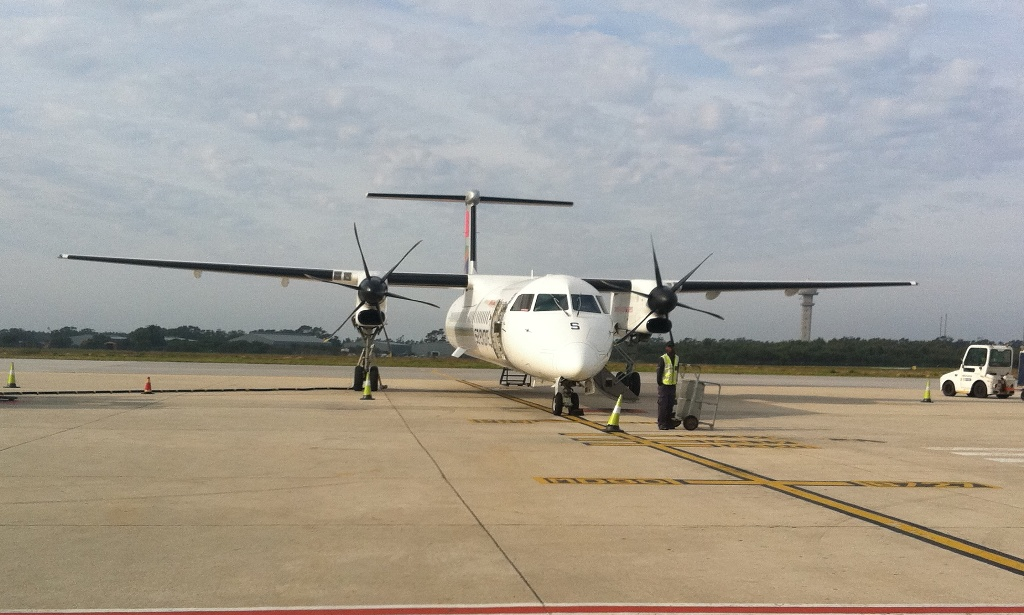
Dash 8-400 de SA Express sur le tarmac de l'aéroport de Port Elizabeth
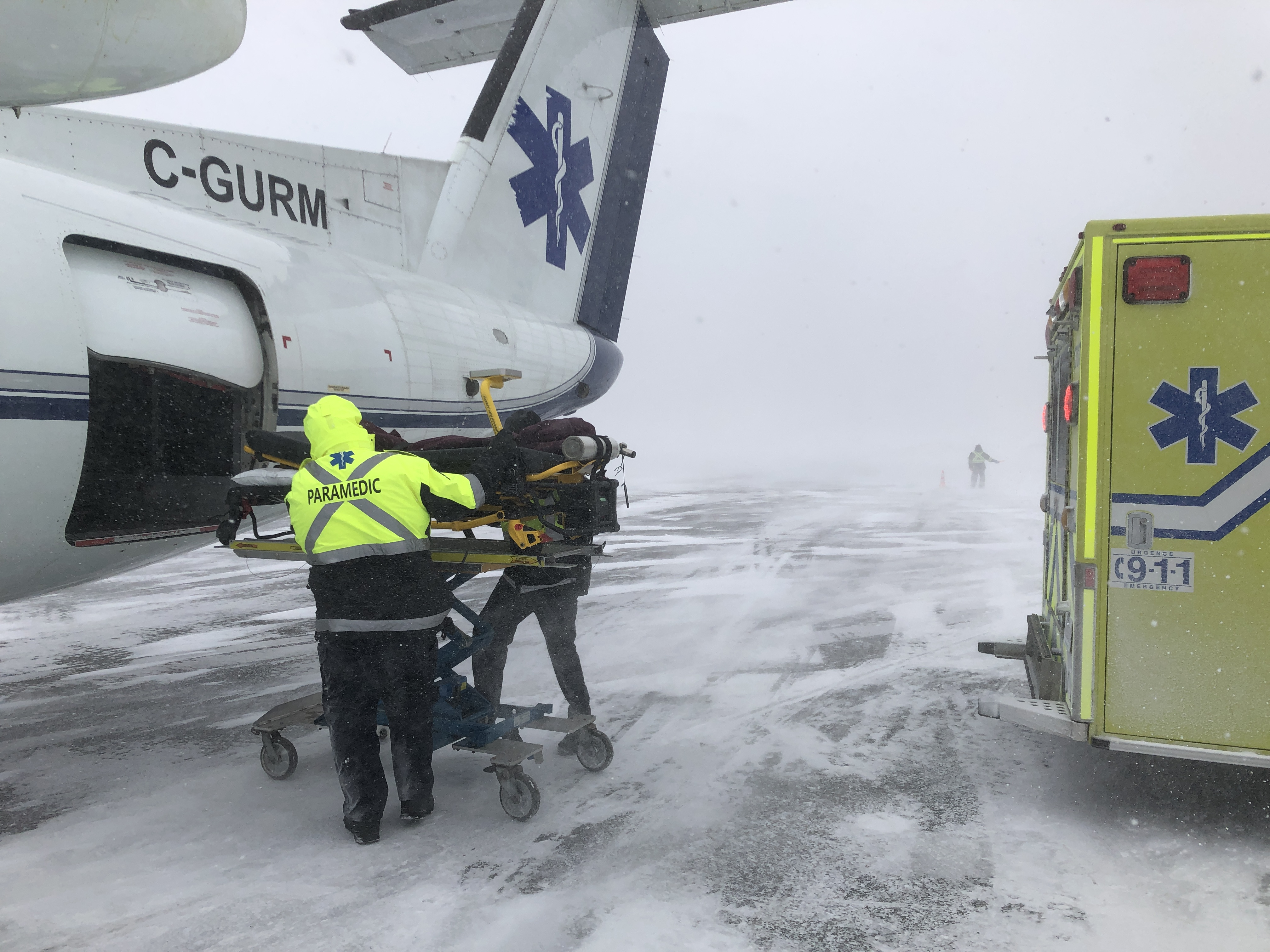
Transbordement d'un patient dans un Dash-8-300 du Service aérien gouvernemental (SAG) du Québec, lors d'une escale aux Îles de la Madeleine